# アンディー・ゴールズワージー

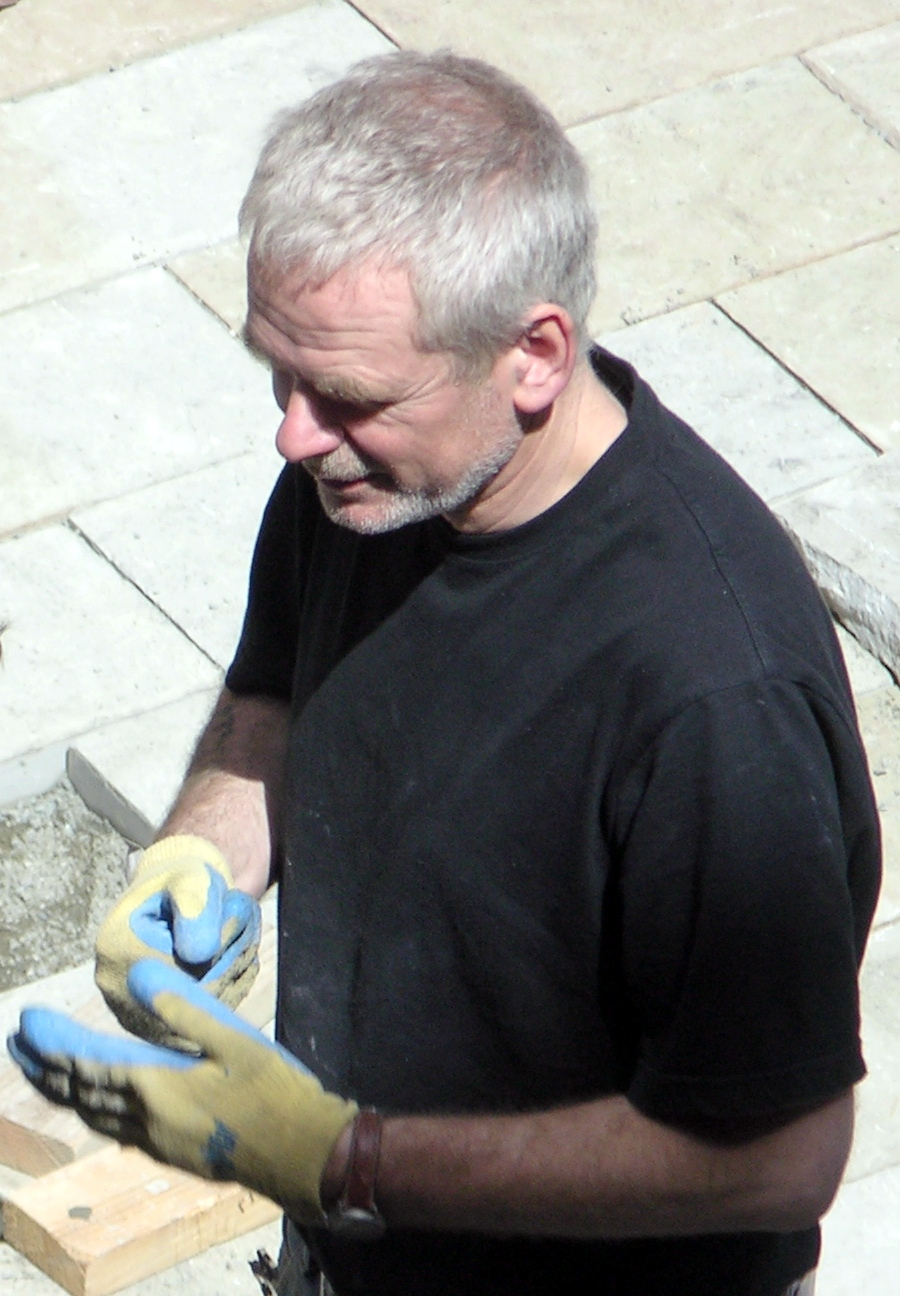
アンディー・ゴールズワージー

アンディー・ゴールズワージー（Andy Goldsworthy, 1956年7月26日 - ）は、スコットランド在住の芸術家で写真家。イングランド・チェシャー生まれ。

## 人物・作品特徴
石、枝、棘、土、雪、氷柱、植物など、周囲の自然環境の中で見つけた自然物を素材として使用し、自然環境(エンバイロンメンタル)のなかで、場の特異性(サイトスペシフィック)を活かした、彫刻やランドアートを制作する。それらの作品は著しく壊れやすく、その変化自体も作品と呼べる。また“Moonlit Path” や “Chalk Stones” (2002年)のような最近の大型作品においては、重機を利用して制作をしたが、基本的に彼は素材を準備したり制作をするのに、自らの手や自然の中で見つけた自然物の道具を使い制作monotone。
1993年、ブラッドフォード大学から名誉学位を授与。2000年には、英国OBEに任命される。

## 出版物
- Heudo Cloud
- Andy Goldsworthy: A Collaboration with Nature (1990)  ISBN 0-8109-3351-9
- Hand to Earth: Andy Goldsworth Scuplture 1976-1990 (1993) [Goldsworthy with Terry Friedman]
- Pierres Andy Goldsworthy (1994)
- Alaska Works
- Wood (1996)
- Black Stones Red Pools: Dumfriesshire Winter 1994-5 (1997)
- Arch (1999)
- Sheepfolds (1999)
- Wall (2000)
- Time (2000)
- Midsummer Snowballs (2001)
- Andy Goldsworthy - Refuges D'Art (2002)
- Passage (2004)
- Hand to Earth (2004)
- Stone (2005)  ISBN 0-670-85478-6

## 主な展覧会等
- 2000年　ストームキングアートセンター
- 2004年　メトロポリタン美術館 (ニューヨーク・アメリカ合衆国)
- 2005年　アンディ・ゴールズワージー企画展、ナショナルギャラリー (ロンドン・イギリス)
- 2006年　フレデリックマイヤー庭園&彫刻公園
- 2006年　バウトウェルドレーパーギャラリー  (シドニー・オーストラリア)
- 2006年　Roof, アンディー・コールズワージー展、ナショナルギャラリー（ロンドン・イギリス)

## 収蔵作品
- 英国政府コレクション
- コートールド芸術研究所
- サンフランシスコ近代美術館
- デスモイネス・アート・センター
- プレシディオ（サンフランシスコ）でのコミッションワーク